# جبل أداد مدني

جبل أداد مدني

جبل أداد مدني (بالامازيغية: ⴰⴷⵔⴰⵔ ⵏⴰⴷⴰⵣ ⵎⴰⴷⵏⵉ وينطق أيضا ; بالعربية: أدرار ناضاز نمدني) هو جبل من جبال الأطلس الصغير الغربي ويبلغ علوه 1 470 متر فوق سطح البحر. ويقع على بعد 75 كم شمال شرق مدينة تزنيت في جماعة أوكنز تابعة لإقليم شتوكة آيت باها ضمن جهة سوس ماسة بجنوب المغرب. الجبل يقع وسط محمية المحيط الحيوي من شجرة الأركان.

## التسمية

جبل أداد مدني من زاوية سهل أداي

اسم أداد مدني هوتحريف للاسم الاصلي للكلمة الامازيغية اضاز نمدني  أو أداد نمدني، التي تعني «إصبع الناس». اما سبب تسميته اضاد نمدني فيعتقد ان الولي الصالح سيدي المدني اوعلي شقيق الولي الصالح سيدي ايعزا اوعلي دفين مدرسة تيزكين العتيقة، قد دفن في قمة جبل اضاد مدني. وهناك أيضا من يقول ان سبب التسمية هو ان الجبل له شكل اصبع من زاوية رأية محددة ويراه الناس من بعيد لذلك سمي «بأُصبع الناس».

## الجغرافيا

### الجيولوجيا

منحدر جبل أداد مدني

على المستوى الجيولوجي فإن جبل أداد مدني يتكون من الكوارتز التي يعود تاريخها إلى عصر ما قبل الكمبري. وعلى الريوليتز rhyolites , التي يعود تاريخها أيضا إلى عصر ما قبل الكمبري كما لوحظ من طرف العالم الفرنسي فابريس كوزان (الذي زار المنطقة في مارس 1996 في إطار سفرية استكشافية للمنطقة). في بعض الأماكن. هذا الطابع الجيولوجي ينتمي إلى سلسلة عصر ما قبل الكمبري لمنطقة أنزي، والتي تتكون من الصخر والحجر الرملي. من وجهة نظرالتربة، هناك نوع من التربة البنية والحمراء fersialitique على المنحدرات.

### المناخ

نهر أماغوز الكبير الذي يحادي جبل أداد مدني

مناخ الجبل والمنطقة غير مدروس بدقة لنقص المعطيات لكن بالمقارنة مع المناطق المجاورة فإن متوسطات هطول الأمطارالسنوية بتزنيت و تافراوت أقل من 200 مم .وأما بأنزي وتنالت، فهي على التوالي، 234 و 351 مم.

### الغطاء النباتي

جدوع واوراق شجرة أجڭال التنينية

يعتبر جبل أداد مدني أحد المواطن القليلة لشجرة أجكال التنينية من نوع دراسينا التنين والتي تم اكتشافها بالصدفة من طرف العالم الفرنسي فرانسوا كوزان خلال سفره للمنطقة في 1996. هذا الاكتشاف الحديث أثار غبطة النباتيين ورجالات العلم الذين توافدوا على موطن هده الشجرة ليزيحوا الستار عن سر وجود هده الشجرة بالمنطقة. وكلمة «أجڭال» تعني باللغة الأمازيغية الشيء المعلق أو الصعب الوصول إليه.

## قصص وأساطير
جبل أداد مدني هو جبل مقدس بالمنطقة، فيمكن رئيته من بعيد ومن جميع أنحاء منطقة أنزي ونواحيها، بالإضافة إلى أن تسلقه خطير والكثير ممن غامر بتسلقه فقد حياته.
وهناك الكثير من القصص والأساطير والحكايات الشعبية التي تحكى حول هذا الجبل لكنها تنقصها مصادر موثوقة. ومن الحكايات الشعبية عن الجبل فيحكى ان سيدي المدني قرر ان يلجأ إلى الجبل بعد ان كان يسكن في أحد السهول وكان أحد جنود المخزن (الدولة) في ذلك الزمان يمر بمنزله وهو في طريقه لاداء إحدى مهامه. وبعد ان شعر بالجوع طلب من سيدي المدني ان يطعمه فطبخ له دجاجة لم يكن يملك غيرها. كان أحد أبناء سيدي المدني يبكي من الجوع فأطعمه ابوه رجل الدجاجة.لاحظ المخزني ان الدجاجة المطبوخة ليس لها الا رجل واحدة فسأله عن السبب فأجابه انه قدمها لابنه الصغير الجائع. استشاط المخزني وامر باحضار الطفل ثم بتر رجله بالكامل فأصبح معاقا منذ ذلك الحين. بعدها شعر الولي الصالح سيدي المدني بالغضب الشديد فغادر قريته إلى الابد واستقر بقمة الجبل حيث لا تستطيع اية سلطة الوصول اليه. وتقول رواية أخرى ان الشخص المدفون في قمة الجبل انما هو رجل آخر من الشرفاء السباعيين.
و في كل عام كان الفقراء (وهم مريدو إحدى الزوايا الصوفية بالمنطقة يعرفون لاحقا بفقراء طائفة ايداولتيت)، كانوا يحجون إلى الضريح حيث بنوا في قمة الجبل ملجأ ليلياً يبيتون فيه؛ كما حفروا خزان لجمع مياه الأمطار للشرب.
ويحكى أن الولي الصالح سيدي حماد أو موسى زار قبر الولي الصالح سيدي ايعزا أو علي بمنطقة تيزكين وصلى في المكان المسمى المركع وما زال الناس يدعون بنفس المكان خلال موسم تيزكين قرب المدرسة العتيقة.ثم تابع سيره مرورا بالقرى المجاورة مرفوقا بمريديه الذين يعرفون لاحقا بفقراء طائفة ايداولتيت.ويعتبر سيدي أحمد أو موسى مؤسس هذه الطريقة الصوفية.تابع بعد ذلك طريقه إلى جبل اداد مدني ويقال أن أثر فرسه محفورة إلى الآن على إحدى صخور الجبل.و ما زال فقراء هذه الطائفة يتبعون نفس الطريق التي كان يمشي عليها الولي سيدي احماد أو موسى السملالي الذي عاش في القرن 17 حتى عهد قريب. أما الآن فلم يعد الفقراء يتسلقون الجبل الوعر لأن اغلبهم قد هرم وشاخ.هم يكتفون الآن بركوب السيارات إلى قرية تيمجيشت المجاورة لقمة الجبل.

## ضريح أداد مدني
هناك آراء مختلفة حول المدفون بقمة أضاد مدني، فهناك من يقول ان الضريح هو للجد الجامع لقبيلة الأشراف السباعيين عامر الهامل الإدريسي الحسني. وهناك من يقول ان الدفين هو الولي الصالح سيدي المدني اوعلي شقيق الولي الصالح سيدي ايعزا اوعلي دفين مدرسة تيزكين العتيقة. ومن زار الجبل يكتشف ان هناك قبرين مجهولين آخرين.

## معرض الصور

جبل أداد مدني من زاوية أحد البيوت بقرية تنين باثنين أداي.
منظر من أعلى أداد ميدني على نهر إماغووز .
منحدرات جبل اداد مدني الخطيرة .
الملجئ الموجود على قمة اداد مدني وبجانبه خزان الماء.
ملجأ بقمة جبل أداد مدني.

## وصلات خارجية
- الوثائقي امودو: البحث عن شجرة اجكال التنينية